# Konungaförsäkran
"Vi Gustaf Adolf, med Guds nåde Sveriges, Götes och Vendes konung göre veterligt: att som den högste Guden behagat hädankalla den fordom stormäktigste, högborne furste och herre Gustaf V, Sveriges, Götes och Vendes konung, och Vi, enligt och i kraft av den av Svea rikes ständer under 26 september 1810 upprättade och fastställda successionsordning, efter högbemälte herre uppstigit på den kungliga svenska tronen. Alltså försäkra Vi härmed högtidligen och på det kraftigaste, att Vi vilja och skola styra riket efter den av rikets ständer under den 6 juni 1809 fastställda och av Konung och rikets ständer till efterlevnad antagna regeringsforms bokstavliga föreskrift samt rikets övriga gällande grundlagar, allmänna lag, och laga stadgar. Vi skola och, i överensstämmelse med nyss nämnda regeringsform, och lagar, så som en rättrådig konung, och en huld fader för det svenska folket, genom en laglig, rättvis och mild regering, och så att Vi densamma för Gud den allra högste, med rent samvete, må kunna försvara, söka att efter vår yttersta förmåga, befrämja rikets och varje inbyggares sannskyldiga gagn och bästa, vilket allt såsom Vi det av fri vilja och efter moget övervägande beslutit, Vi alltså bekräfta med vårt namns egenhändiga underskrivande och med livlig ed, att Vi sådant efterleva och fullgöra skola. Så sant mig Gud hjälpe till liv och själ."
Gustaf VI Adolfs konungaförsäkran
Konungaförsäkran, kungaförsäkran, handfästning, valkapitulation, kallades i Sverige fram till 1975 den förpliktelse som kungen hade att avlägga vid sitt trontillträde, att som regent fullgöra de med ämbetet förenade plikterna, och att samtidigt ej heller överskrida desamma. Konungaförsäkran innebar att kungen lovade att till exempel inte starta anfallskrig utan att rådfråga riksdagen och regeringen, och att i övrigt följa grundlagarnas stadgar. Till konungaförsäkran hörde även den mer högtidliga kungaeden.
Efter kungörelsen om den förre regentens bortgång – en eloge över densamme och tillkännagivandet av sitt trontillträde – var kungaförsäkran i regel den nye regentens första offentliga uttalande efter tronuppstigningen, och i samband med denna meddelade han sitt valspråk samt höll ett tal till de församlade.
Med undantag av Karl XII har samtliga regerande svenska kungar och drottningar sedan 1594 avgivit en konungaförsäkran. Den senaste svenske monarken som avgav en konungaförsäkran var Carl XVI Gustaf 1973.

## Historia
Enligt medeltida germansk uppfattning var kung och folk samverkande statsorgan, vardera med egna rättigheter och skyldigheter. Dessas ömsesidiga respekterande och iakttagande plägade utlovas genom eder, som kung och folk svor varandra vid regentskifte, och kungens ed ansågs då som ett villkor för folkets plikt att visa honom lydnad.

### Stormannaklassen fick stora fördelar
Detta ledde till att tronkandidaterna i valmonarkierna avtvingades konungaförsäkringar, valkapitulationer, som beredde stormannaklassen stora fördelar inte bara på kungamaktens, utan också på statens bekostnad. Så var till exempel fallet i Danmark, till dess enväldets kongelov (1665) en gång för alla bestämde kungens makt. I allmänhet gjorde arvmonarkins och den starka furstemaktens uppkomst vid nyare tidens början slut på konungaförsäkringar av ovan nämnda slag, och efter den 
konstitutionella monarkins seger har en ed på författningen av kungen vid tronbestigningen trätt i stället för både dem och de gamla konungaederna.

### I Danmark och Norge
En sådan ed föreskrives till exempel i Norges och Danmarks grundlagar. På det förra stället skall den avläggas inför stortinget, om det är samlat, och i annat fall skriftligen i statsrådet för att högtidligen förnyas inför första storting. I Danmark sker det skriftligen i statsrådet, och två likalydande originalskrifter av akten skall utfärdas, av vilka den ena överlämnas till riksdagen. I Norge, som tidigt blev arvrike, fastlades konungaedens innehåll under medeltiden i lag (norska hirdskråen kap. 6 och norska landslagen II, 8. Till följd av föreningen med Danmark blev lagfästandet för Norge betydelselöst.

### I Sverige
I Sverige fastlades konungaedens innehåll under medeltiden i lag: konungabalken i de svenska landslagarna – Magnus Erikssons kap. 5 och Kristofers kap. 4. Den svenska konungabalkens utförliga i 7 punkter avfattade konungaed har inneburit fröet till hela Sveriges följande konstitutionella utveckling. Så länge Sverige hade inhemska kungar, hindrades också härigenom uppkomsten av aristokratiska konungaförsäkringar, då kungarna valdes, men Albrekt av Mecklenburg måste (1371) avge en konungaförsäkran, som gjorde rådsaristokratin härskande, och under Kalmarunionen gav bristen på en fast unionsordning rådsaristokratin tillfälle att genomdriva konungaförsäkringar till unionsförhållandenas ordnande, men på samma gång till utvidgande av sin egen makt på konungens och det allmännas bekostnad.

### Gustav Vasa
Gustav Vasas uppstigande på tronen återställde emellertid konungabalkens konungaed (från denna tid avlagd vid kröningen), om också ej i alldeles oförändrat skick, som det enda rättesnöret för kungens och folkets inbördes maktställning, och detta betryggades genom arvrikets införande (1544). Behovet av skydd mot Sigismunds katolicism förmådde emellertid ständerna 1594 att avtvinga honom en konungaförsäkran, och härigenom kom konungaförsäkringar vid sidan av konungaeden åter i bruk. De innehöll emellertid, utom bestämmelser till betryggande av den lutherska statskyrkan och ståndsprivilegierna, egentligen blott omskrivningar av punkter i konungaeden, vilken i sin ordning försågs med hänvisningar till försäkringarna, men i övrigt i huvudsak behölls oförändrad.

### Från Gustav II Adolf till Karl XII
I Gustav II Adolfs konungaförsäkran 1611 infördes dock några utöver konungaeden gående konstitutionella stadganden, men dessa blev under hans regering utan praktisk betydelse och uteslöts till största delen ur Drottning Kristinas, Karl X Gustavs och Karl XI:s försäkringar. Efter enväldets införande lät Karl XI utarbeta en därefter lämpad ständig konungaförsäkran, men den blev bara ett förslag. Karl XII avgav varken konungaed eller konungaförsäkran.

### Frihetstiden
Till följd av de detaljerade konstitutionella bestämmelserna i regeringsformen av 1719 och 1720 och riksdagsordningen av 1723 kunde utförliga konungaförsäkringar verka ha varit obehövliga under frihetstiden, men sådana förekom dock därunder vid varje regentskifte och återgav ej enbart huvuddragen av de nämnda grundlagarnas innehåll, utan innebar också ytterligare band på konungamakten,  den k. stadfästelsen på 1734 års lag angavs också konungaförsäkran som en av de rättsurkunder, som i stället för den gamla konungabalken skulle skattas som fundamentallag. De 1766 stadgade formerna för sådan lags ändring iakttogs dock ej med avseende på den försäkran, som Gustav III vid sin kröning 1772 måste avge.

### 1772 års revolution
När Gustav III år 1772 bestiger tronen och genomför en statskupp som ger kungen större makt förlorade den emellertid sin giltighet, och för framtiden upphörde konungaförsäkrans egenskap av grundlag. I 1772 års E. F. § 2 stadgades nämligen, att bara landslagens konungabalk skulle jämte denna R. F. vara rättesnöret för rikets styrelse. Visserligen antogs på K. M:ts proposition av ständerna 1779 en ny konungaförsäkran, men den innehöll enbart, att kungen skulle styra efter gällande regeringsform. Den var avsedd att vara ständig och avlades också av Gustav IV Adolf med endast några ändringar, föranledda av Förenings- och säkerhetsakten. Samma princip med avseende på konungaförsäkran blev gällande vid grundandet av 1809 års statsskick. Konung och ständer beslöt en sådan (införd i riksdagsbeslutet 2 maj 1810 § 8), men den innehåller bara ett löfte att styra efter gällande grundlagar, allmän lag och laga stadgar; den skall avläggas oförändrad av varje ny kung, är själv ej grundlag och omnämnes ej ens i grundlagarna.

## 1810 års konungaförsäkran
1809 års regeringsform stadgade inte uttryckligen någon konungaförsäkran som villkor för trontillträdet. Däremot så fanns 1810 års ständiga konungaförsäkran, enligt Riksens ständers beslut 2 maj 1810, som avlades av tillträdande konung inför statsrådet i samband med trontillträdet. I samband med trontillträden utfärdades en kungörelse i Svensk författningssamling om att trontillträdet ägt rum. Konungaförsäkran utgjorde också formuläret för kröningseden, vilken inte heller påbjöds i 1809 års regeringsform.

### Gustaf VI Adolf
Gustaf VI Adolf svor sin konungaförsäkran inför Statsrådet i Konseljsalen på Kungliga slottet måndagen 30 oktober 1950 klockan 14.00. Vid konseljen medverkade även sonen prins Bertil och brodern prins Wilhelm. Statsminister Tage Erlander läste upp dödsattesten för Gustaf V, därefter förestavade statsministern konungaförsäkran för kungen och som kungen efteråt undertecknade. Den nytillträdde kungen meddelade sen sitt konunganamn och valspråk. Kung Gustaf VI Adolf mottog därefter tro- och huldhetsed från de bägge prinsarna. Statsministern anmälde i sedvanlig ordning att ministären ställde sina platser till förfogande, men kungen anmodade dem att kvarstå i deras ämbeten. Statsrådets ledamöter samlades därefter på båda sidor om kungen, lade sina fingrar på de två biblarna och avgav sin högtidliga ed, förestavad av justitieminister Herman Zetterberg.

### Carl XVI Gustaf
Carl XVI Gustaf svor sin konungaförsäkran inför Statsrådet i Konseljsalen på Kungliga slottet onsdagen den 19 september 1973 klockan 14.00. Vid konseljen medverkade även prins Bertil. Statsminister Olof Palme läste upp det av läkarna undertecknade dödsbeviset för Gustaf VI Adolf, den nytillträdde kungen meddelade sitt konunganamn och valspråk, och justitieminister Lennart Geijer förestavade konungaförsäkran som kungen därefter undertecknade.
En kungörelse utfärdades i Svensk författningssamling.

## Framtida konungaförsäkran
Gällande grundlagar eller annan lagstiftning påbjuder inte längre någon Konungaförsäkran. I och med att 1809 års regeringsform upphörde vid utgången av 1974, så utgick även den Konungaförsäkran som fastställdes av Riksens ständer 2 maj 1810. Det finns inget annat stadgat om en kung eller regerande drottnings tillträde förutom en kort rad i 1974 års riksdagsordning, vilken anger att framtida monarker vid tillträde kan avge en ämbetsförklaring inför riksdagens kammare.